# Convention baptiste Karen de Thaïlande
La Convention baptiste Karen de Thaïlande (anglais : Thailand Karen Baptist Convention) est une association chrétienne évangélique d'églises baptistes en Thaïlande. Elle est affiliée à l’Alliance baptiste mondiale. Son siège est situé à Chiang Mai. 

## Histoire
La Convention baptiste Karen de Thaïlande a ses origines dans une mission américaine des Ministères internationaux en 1833. Elle est officiellement fondée en 1955. Selon un recensement de l’association, en 2023 elle disait avoir 225 églises et 41,566 membres.

## Écoles
Elle compte un institut de théologie affilié, l’Institut biblique de Siloé à Chiang Mai fondé en 1953.